# Angostura Inglesa
La angostura Inglesa  está situada en el océano Pacífico en la región austral de Chile, al sur del golfo de Penas, es uno de los canales patagónicos principales, longitudinales, de la Patagonia chilena. Es la continuación hacia el sur del canal Messier.
Administrativamente pertenece a la provincia Última Esperanza de la XII Región de Magallanes y la Antártica Chilena.
Desde hace aproximadamente 6.000 años sus costas fueron habitadas por el pueblo kawésqar. A comienzos del siglo XXI este pueblo había sido prácticamente extinguido por la acción del hombre blanco.

## Recorrido
Mapa de la angostura
Es la continuación del canal Messier hacia el sur. Comienza a la cuadra de la isla Moat (48°55′00″S 74°24′30″O / -48.91667, -74.40833) y termina a la cuadra de las islas Harwood (49°06′30″S 74°22′00″O / -49.10833, -74.36667) donde comienza el paso del Indio. Su dirección general es norte sur y su largo es de 11 millas.
Su navegación es de cuidado solo en el paso de la isla Medio-Canal donde su ancho útil es de 1 cable. En sicigias se debe navegar el paso solo a las horas de la estoa pues las corrientes de marea tiran en este sector cerca de 6 nudos. Nunca se debe navegar teniendo la marea y el viento por la popa. Las naves de una eslora sobre los 180 metros no deben navegar este paso.

## Geología y orografía
La angostura corre entre la costa firme de la Patagonia chilena y la costa oriental de la parte norte de la isla Wellington.
Existe consenso entre los navegantes que es uno de los lugares más bellos de toda la navegación hacia el extremo austral de Chile. El canal se va angostando entre las altas cumbres que lo delimitan hasta llegar a solo 1 cable de ancho en la isla Medio-Canal.
En este sector destaca el monte Jarvis en la costa oriental de la angostura.

## Climatología
Prevalecen los vientos del norte. La frecuencia de los malos tiempos aumenta desde norte al sur. En la entrada del canal Messier se han anotado hasta 36 días de temporal durante el año.
Cuando en la costa oceánica los vientos del NW al N alcanzan la fuerza de temporal, en la angostura debe esperarse mal tiempo de esa dirección. El viento N sopla en casi todas las épocas del año, dura generalmente uno o dos días y se manifiesta con lluvia copiosa o con neblina. Se estima que en el sector llueve de 100 a 150 días en el año.
El viento tiende a soplar a lo largo de la angostura y pareciera que su velocidad aumenta, debido al efecto chimenea que produce el canal.

## Oceanografía
La amplitud de la marea en el sector es de 1,78 metros. Después de numerosas observaciones y experiencias en la angostura, se ha logrado establecer una relación entre el régimen de mareas y las estoas. La Tabla de Mareas de la Costa de Chile publicada por el SHOA permite obtener esta información en forma aproximada. La hora real de la estoa puede discrepar a veces hasta en 30 minutos respecto a la predicción de la Tabla.
La corriente que se dirige hacia el norte comienza al término de la estoa de la pleamar, la que se dirige hacia el sur al término de la estoa de la bajamar.

## Historia
A contar de 1520, con el descubrimiento del estrecho de Magallanes, pocas regiones han sido tan exploradas como la de los canales patagónicos. En las cartas antiguas la región de la Patagonia, entre los paralelos 48° y 50° Sur, aparecía ocupada casi exclusivamente por una gran isla denominada “Campana” separada del continente por el “canal de la nación Calén”, nación que se supuso existió hasta el siglo XVIII entre los paralelos 48° y 49° de latitud sur.
Desde mediados del siglo XX esos canales son recorridos con seguridad por grandes naves de todas las naciones, gracias a los numerosos reconocimientos y trabajos hidrográficos efectuados en esas peligrosas costas.
Por más de 6.000 años estos canales y sus costas han sido recorridas por los kawésqar, indígenas, nómades canoeros. Hay dos hipótesis sobre su llegada a los lugares de poblamiento. Una, que procedían del norte siguiendo la ruta de los canales chilotes y que atravesaron hacia el sur cruzando el istmo de Ofqui. La otra es que procedían desde el sur y que a través de un proceso de colonización y transformación de poblaciones cazadoras terrestres, procedentes de la Patagonia Oriental, poblaron las islas del estrecho de Magallanes y subieron por los canales patagónicos hasta el golfo de Penas. A comienzos del siglo XXI este pueblo había sido prácticamente aniquilado por la acción del hombre blanco.

## Descripción costa este

### Roca Entrada
Mapa de la isla
Según el Derrotero sus coordenadas son: L:48°56’00” S. G:74°22’00” W. Situada 1½ cables al SW de la isla Isabel en la entrada norte de la bahía Magenta. Es baja y plana y señala la entrada norte de la angostura Inglesa.

### Isla Cavour
Mapa de la isla
Según el Derrotero sus coordenadas son: L:48°58’00” S. G:74°25’00” W. Localizada en el extremo sur del canal Messier y en la entrada norte de la angostura Inglesa. Mide 9 cables de largo en sentido NNW-SSE y 4 cables de ancho. Tiene 84 metros de alto y en su cumbre hay una baliza que puede distinguirse desde el norte a 10 nmi si el tiempo está claro. En la punta Hume, extremo NW de la isla hay otra baliza.

### Isla Disraeli
Mapa de la isla
En esta pequeña isla situada inmediatamente al sur de la isla Cavour hay instalas dos balizas de enfilación, la anterior en una roca de la punta SW y la otra en la punta SW misma. Están enfiladas 080°-260° y sirven para la navegación de la angostura Inglesa.

### Bahía Magenta
Mapa de la bahía
Localizada al SSE de la roca Entrada se forma entre el continente y el lado oriental de las islas Cavour y Disraeli. Tiene 3 nmi de saco y ¾ nmi de ancho medio. Al fondo del saco hay varios islotes y rocas y la isla Barton. No ha sido bien reconocida.

### Bahía Solferino
Mapa de la bahía
Según el Derrotero sus coordenadas son: L:48°58’00” S. G:74°23’00” W. Ubicada al lado oriental de las islas Cavour y Disraeli, entre la punta SW de la isla Cavour y la punta Cedar. Existe un fondeadero al 082° de la punta Cedar en 40 metros de agua, fondo de roca. Durante la marea vaciante la corriente tira hacia el norte y durante la creciente hacia el sur y cambia alrededor de las horas de la plea o la bajamar.

### Punta Cedar
Mapa de la punta
Según el Derrotero sus coordenadas son: L:48°58’00” S. G:74°24’00” W. Situada en la costa continental. Su alrededor es sucio hasta casi un cable. El bajo Caution Norte se encuentra hacia el NE y a 4 cables, a 1 cable hacia el oeste está la isla Medio Canal formándose los pasos Recto y del Este.

### Isla Medio-Canal
Mapa de la isla
Según el Derrotero sus coordenadas son: L:48°58’00” S. G:74°24’00” W. Es muy pequeña y se encuentra 1 cable al oeste de la punta Cedar y a 4¼ cables al norte del islote Zealous. Es importante porque divide el canal principal en dos pasos estrechos que constituyen el sector de más cuidado para la navegación de todos los canales patagónicos. Los pasos se denominan paso del Este y paso Recto; ambos son navegables pero las naves grandes deben preferir el paso del Este que, aunque más tortuoso, es más ancho, profundo y limpio y es menos afectado por la corriente de marea.
Desde su extremo SW se desprende la roca Hall que aflora y está marcada por sargazos. Para facilitar el reconocimiento de la isla Medio-Canal en sus extremos NE y SW hay balizas de fibra de vidrio de 4 metros de altura.

### Islote Zealous
Localizado 4¼ cables al SW de la isla Medio-Canal próximo al continente y en la parte norte del bajo Zealous. El extremo sur despide hacia el WSW y a ¼ de cable la roca Zealous con solo 4,5 metros de agua. Las aguas que lo rodean son sucias.
El 22 de diciembre de 1872 el buque HMS ''Zealous'' navegando hacia el sur fue arrojado por la corriente sobre la roca que desde entonces lleva su nombre.

### Caleta Lucas
Mapa de la caleta
Según el Derrotero sus coordenadas son: L:49°00’00” S. G:74°24’00” W. Se abre sobre la costa continental 2 nmi al sur de la isla Medio-Canal. Tiene 4 cables de largo en dirección NNE-SSW por 2½ cables de ancho. Hay un fondeadero al medio de ella en 18 a 20 metros de agua y fondo de fango apropiado para naves de hasta porte moderado que deban esperar tiempo para cruzar la angostura Inglesa.

### Isla Kitt
Mapa de la isla
Situada al SSW de la isla Chinnock y a 1 cable del continente. Una roca a flor de agua situada 1 cable al oeste de su punta oeste tiene una baliza de 5½ metros de alto. Todo el alrededor de la isla es sucio hasta aproximadamente 1 cable de distancia señalizado por sargazos.

### Punta Stopford
Mapa de la punta
Según el Derrotero sus coordenadas son: L:49°04’00” S. G:74°27’00” W. Ubicada 2½ nmi al sur de la isla Kitt. Hacia el NE y a la distancia de 1¼ nmi se alza el monte Albión de 621 metros de alto y hacia el SE y a la misma distancia se alza el cerro Emilia de 198 metros.

### Bajo Memphis
Mapa del bajo
Localizado 2 nmi al SE de la punta Stopford y a 1½ cable de la costa continental. Mide 250 metros de largo por 150 metros de ancho; su profundidad varía entre 2¼ metros y 9 metros alcanzando los 45 metros. Balizado por sargazos visibles solo en el cambio de marea. Existe una boya ciega de estribor con pantalla reflectora de radar. Su nombre se debe al vapor Memphis que tocó en él en 1899.

### Seno Duque de Edimburgo
Mapa del seno
Se interna en el continente en sector sur de la angostura Inglesa entre las puntas Paradise y Pascua separadas 7 cables. Es limpio pero muy profundo por lo que no sirve para la navegación. Está rodeado de altos cerros de 200 a 300 metros, excepto en el extremo norte en que la costa es baja,

### Punta Halliday
Mapa de la punta
Según el Derrotero sus coordenadas son: L:49°06’00” S. G:74°22’00” W. Señala el término del lado este de la angostura Inglesa y el inicio del paso del Indio. Hacia el este, unas 2 nmi hacia el interior hay una montaña de 929 metros de alto.

## Descripción costa oeste

### Caleta Hoskyn
Mapa de la caleta
Según el Derrotero sus coordenadas son: L:48°57’00” S. G:74°26’00” W. Se forma en el lado sur de la isla Lamarmora y la costa este de la isla Wellington. Mide 3 cables de saco en dirección NW por 1¾ cables de ancho. Hacia el SE de la isla Lamarmora y muy próxima a ella se encuentra el islote Loney muy notable y de forma redonda y que sirve para reconocer la entrada a la caleta. Entre las puntas de entrada hay gran cantidad de sargazos. Es útil para las naves que se dirigen hacia el sur y deben esperar tiempo para cruzar la angostura Inglesa. El principal inconveniente son las fuertes corrientes de marea que se experimentan a su entrada. Marca el comienzo de la angostura Inglesa.

### Islote Clío
Mapa del islote
Localizado al SW del islote Patagonia y a 1½ cables de la costa este de la isla Wellington. Es notable por una virgen pintada de blanco que tiene en su centro. Es un excelente punto de referencia tanto para tomar el fondeadero y navegar la angostura.

### Bajo Caution Norte
Mapa del bajo
Ubicado al 122°,5 de la punta sur de la isla Patagonia, es un picacho de roca que se encuentra a 7,25 metros de agua sobre ella. Entre esta roca y el islote Clío se encuentran un bajo de
4,5 metros de agua y otro de 5,75 metros. Para balizarlo, en su lado SE hay una boya ciega de babor con pantalla reflectora de radar en su interior, sin canastillo.

### Bahía James
Mapa de la bahía
Emplazada al SSW de la isla Medio Canal a 1 nmi de distancia. En el centro de su entrada se encuentra la isla Wallace. Hacia el interior de la isla Wellington hay una montaña de 1.038 metros de alto y 1 nmi al poniente otro cerro de 775 metros cubierto por un glaciar. No presta ninguna ayuda para la navegación.

### Isla Wallace
Mapa de la isla
Según el Derrotero sus coordenadas son: L:48°59’00” S. G:74°25’00” W. Localizada en el centro de la entrada a la bahía James. Su extremo SW despide un bajo de 8 metros de agua a 1 nmi de distancia y otro de 7 metros a 1½ nmi.

### Bajo Mindful
Mapa del bajo
Son unos bajos fondos que se ubican al oriente de las islas Croft con profundidades entre 5,25 y 7,25 metros. Están balizados por una boya ciega de babor de fibra de vidrio con pantalla reflectora de rada.

### Estero Beauchamp
Mapa del estero
Se abre en la costa oriental de la isla Wellington. Mide 1¼ nmi de largo en sentido ENE-WSW por ¾ nmi de ancho en su entrada. En el interior y en su centro se sondan 73 metros de profundidad y al fondo 16 a 20 metros con fondo de fango donde se encuentra la entrada a puerto Simpson.

### Puerto Simpson
Mapa del puerto
Según el Derrotero sus coordenadas son: L:49°01’00” S. G:74°30’00” W. Abre al fondo del estero Beauchamp en una entrada de solo 1 cable de ancho entre las puntas Roberto y Enrique pero que despiden rocas que limitan la entrada a solo ¼ de cable. Al fondo del saco hay una laguna y una cascada. El puerto está embancado y ofrece fondeadero seguro solo a naves pequeñas.

### Islas Harwood
Mapa de las islas
Según el Derrotero sus coordenadas son: L:49°07’00” S. G:74°22’00” W. Es un pequeño grupo formado por una isla principal y algunos islotes a su alrededor. La enfilación de las islas
con la punta Halliday señala el extremo sur de la angostura Inglesa y la entrada norte del paso del Indio.

## Señalización marítima
Como ayudas a la navegación hay instaladas en diferentes islas y puntos de la costa balizas y enfilaciones. Algunos bajos están señalizados mediante boyas.
Para navegarlo hay una serie de instrucciones referentes a señales de sirena, pito y avisos de radio que las naves deben efectuar con el propósito de que nunca se encuentran dos buques de vuelta encontrada cruzándolo al mismo tiempo.